# Baliomorpha urbana
Baliomorpha urbana är en nattsländeart som beskrevs av Arturs Neboiss 1984. Baliomorpha urbana ingår i släktet Baliomorpha och familjen ryssjenattsländor. Inga underarter finns listade i Catalogue of Life.